# John Scott Keltie
Sir John Scott Keltie (Dundee, 29 de març de 1840 – Londres, 12 de gener de 1927) va ser un geògraf escocès, que es coneix sobretot arran del seu treball amb la Societat Reial de Geografia de Londres. Keltie rebé el títol de cavaller el 1918.
John Scott Keltie va nàixer a Dundee el 1840. Anà a l'escola a Perth i més endavant estudià a la Universitat de Saint Andrews i finalment a la Universitat d'Edimburg. Va seguir cursos a la Sala Teològica de l'Església Presbiteriana Unida a Edimburg, tot i que no es va dirigir cap a una carrera religiosa. Es va traslladar a Londres el 1871 per a treballar-hi amb l'editorial Macmillan, i el 1873 esdevingué sots-editor de la revista Nature. Alhora també es dedicà a escriure articles sobre geografia en el diari The Times. El 1880 es va convertir en editor de l'Anuari de l'estadista de Macmillan.
Va integrar la Societat Reial de Geografia el 1883, i molt aviat s'implicà més encara en la geografia. Va ser nomenat l'Inspector d'Educació Geogràfica el 1884, i va dur a terme una revisió exhaustiva de l'estat de l'ensenyament de la geografia al Regne Unit, en un informe de 150 pàgines que tingué cert ressò. El 1885 va ser nomenat bibliotecari de la Societat, i després de la mort de Henry Walter Bates el 1892, el va succeir com a secretari de la Societat.
Una de les primeres tasques de Keltie va consistir a reviscolar les Actes de la Societat Reial de Geografia amb el nom de Geographical Journal el 1893, amb la finalitat d'atraure un públic més ampli. Li fou donat oficialment el títol de secretari el 1896.
Keltie es va retirar del seu càrrec de secretari el 1915, malgrat que va romandre com a editor conjunt (amb Hinks) de la Revista Geogràfica fins a 1917. Aquell mateix any rebé la Medalla de la Societat de Victòria. Anteriorment havia estat guardonat amb la Medalla Cullum geogràfica de la Societat Geogràfica Americana, i les medalles d'or de la Societat Reial de París i de les Societats Geogràfiques d'Escòcia.